# Jennifer O'Neill (cestista)
Jennifer Victoria O'Neill (New York, 19 aprile 1990) è una cestista statunitense con cittadinanza portoricana.

## Carriera
Con Porto Rico ha disputato i Giochi olimpici di Tokyo 2020 e due Campionati mondiali (2018, 2022).